# Alicia Ghiragossian
Alicia Ghiragossian (13 de julio de 1936, Córdoba - 22 de mayo de 2014, Los Ángeles) fue una poeta y traductora armenio-argentina. Publicó más de sesenta obras de poesía, traducidas a múltiples idiomas. 

## Biografía
Los padres de Alicia emigraron a Argentina durante el genocidio armenio. Alicia nació en Córdoba. Se graduó en Derecho en la Universidad de Buenos Aires. Ha publicado numerosas obras de poesía en armenio, español e inglés. 
Tradujo la novela El tonto del novelista armenio Raffi al español.  
Fue invitada a diferentes conferencias y recitaciones de poesía en Armenia, Estados Unidos y el extranjero. En 2008 recibió un premio de la Academia Filosófica de Armenia. Fue miembro honorario de la Academia Nacional de Ciencias de Armenia.
Escribió sobre temas metafísicos y sobre la identidad armenia.
Emigró a los Estados Unidos, donde se casó y tuvo una hija, Lara. Garagossian murió en Los Ángeles, California.   